# Slammiversary (2006)
Slammiversary 2006 fue la segunda edición anual del evento PPV de lucha libre profesional Slammiversary, producido por la Total Nonstop Action Wrestling. Tuvo lugar el 18 de junio de 2006 desde la iMPACT! Zone en Orlando, Florida. La frase utilizada para Slammiversary 2006 fue "This is the One".

## Resultados
- Dark match: Team Canada (Eric Young & A-1) derrotaron a The Naturals (Andy Douglas & Chase Stevens). (2:11)
  - Young cubrió a Douglas después de un "Flying elbow".
- Team 3D (Brother Ray & Brother Devon) derrotaron a The James Gang (B.G. James & Kip James) en un Bingo Hall Brawl. (10:19)
  - Devon cubrió a Kip después de un "3D" sobre una mesa.
- Rhino derrotó a Team Canada (Bobby Roode & Coach D'Amore) en un Handicap match (11:00)
  - Rhino cubrió a D'Amore después de un "Gore".
- Senshi derrotó a Sonjay Dutt, Alex Shelley, Shark Boy, Petey Williams y Jay Lethal en un Elimination match. (19:29)
  - Dutt cubrió a Shark Boy después de un "Shooting Star Press". (10:34)
  - Lethal cubrió a Shelley después de un "Release Dragon Suplex". (12:22)
  - Williams cubrió a Lethal después de un "Canadian Destroyer". (14:32)
  - Senshi cubrió a Williams después de un "Warrior's Way". (17:04)
  - Senshi cubrió a Dutt después de un "Warrior's Way", convirtiéndose en el retador #1 por el Campeonato de la División X de la TNA.
- Kevin Nash (c/Alex Shelley) derrotó a Chris Sabin. (8:20)
  - Nash cubrió a Sabin después de una "Jackknife Powerbomb".
- A.J. Styles & Christopher Daniels derrotaron a America's Most Wanted (Chris Harris & James Storm) (c/Gail Kim) ganando el Campeonato Mundial por Parejas de la TNA. (17:44)
  - Daniels cubrió a Harris después de una "Frog Splash" de Styles y un "Best Moonsault Ever".
  - Durante la lucha, Gail Kim fue atacada por una mujer misteriosa (Jaime Dauncey).
- Samoa Joe derrotó a Scott Steiner. (13:04)
  - Joe cubrió a Steiner después de una "Snap Scoop Powerslam".
- Jeff Jarrett derrotó a Christian Cage, Abyss (c/ James Mitchell), Ron Killings y Sting en un King of the Mountain match ganando el Campeonato Mundial Peso Pesado de la NWA.
  - Killings se clasificó tras cubrir a Jarrett después de un "Missile dropkick". (3:31)
  - Cage se clasificó tras cubrir a Abyss con un "Roll-up". (5:17)
  - Jarrett se clasificó tras cubrir a Killings después de un "Stroke" desde el arpón del ring hasta la barricada. (9:29)
  - Abyss se clasificó tras cubrir a Jarrett después de un "Black Hole Slam". (17:27)
  - Sting se clasificó tras cubrir a Jarrett después de un "Scorpion Death Drop". (21:13)
  - Jarrett ganó cuando colgó el título, pero el árbitro Rudy Charles le quitó el título y se lo entregó a Jim Cornette.